# Bent Dyssemark
Bent Dyssemark (født 27. februar 1942 i Otterup; død 11. februar 2017 i Bårdesø) var en dansk politiker, der i perioden 1998-2005 var borgmester i Otterup Kommune og i perioden 2006-2009 i Nordfyns Kommune, valgt for Venstre.
Dyssemark var landbrugsuddannet fra bl.a. Dalum Landbrugsskole, og drev fra 1968 landbrug i Bårdesø.
Den politiske karriere begyndte som ung, hvor han var formand for Venstres Ungdom på Fyn (1965-1968) og tillige medlem af organisationens landsstyrelse. I 1974 blev han formand for Venstre i Otterupkredsen, og sad helt frem til 1983. I 1978 blev han medlem af kommunalbestyrelsen i Otterup Kommune, og var formand for kommunens tekniske udvalg fra 1982 til 1998, hvor han blev borgmester. Dyssemark offentliggjorde i august 2008, at han ikke genopstillede ved kommunalvalget i november 2009.
Dyssemark havde desuden været medlem af Statens Jordlovsudvalg, vurderingsinspektør for Nykredit og medlem af bestyrelsen for Fyens Stiftstidende. Han var også formand for Fyns Tidende, som Stiftstidende opslugte mens hans sad i bestyrelsen – og endelig var han medlem af bestyrelsen for De Bergske Blade.
Morten Andersen afløste Bent Dyssemark som borgmesterkandidat i Nordfyns Kommune ved kommunalvalget 2009.